# Pacific Exchange
Die Pacific Exchange war von 1956 bis 2006 eine regionale US Wertpapierbörse in Kalifornien. Ihr Hauptbörsensaal und -gebäude befanden sich in San Francisco, Kalifornien, und eine Zweigstelle befand sich in Los Angeles, Kalifornien.
Sie wurde am 27. September 2005 vom Eigentümer der ArcaEx, Archipelago Holdings, erworben, welche wiederum von der New Yorker Börse gekauft wurde.

## Geschichte
Die Pacific Stock Exchange wurde 1882 als San Francisco Stock and Bond Exchange gegründet, sieben Jahre vor der Gründung der Los Angeles Oil Exchange. 1957 fusionierten die beiden Börsen zur Pacific Coast Stock Exchange. Handelsräume blieben jedoch in beiden Städten bestehen. 1973 erfolgte eine Namensänderung in Pacific Stock Exchange. Drei Jahre später begann der Optionshandel. 1997 wurde das Wort „Stock“ aus dem Namen Pacific Stock Exchange gestrichen.
Bis 1999 erfolgten rund fünf Prozent der täglich 17,5 Millionen an der Börse gehandelten Aktien durch persönlichen Kontakt zwischen Käufer und Verkäufer auf dem Börsenparkett.
Im Jahr 2001 wurde der Handelsraum in Los Angeles geschlossen, 2002 auch der in San Francisco.
Der Aktienhandel an der Pacific Exchange erfolgte nun ausschließlich über NYSE Arca (früher bekannt als ArcaEx), und deren elektronisches Kommunikationsnetzwerk (ECN). Der ehemalige Handelssaal an der Ecke Sansome und Pine Street im Finanzviertel von San Francisco wurde an private Bauträger verkauft und in einen Fitnessclub umgewandelt. Diese Umwandlung fand auch in Chicago statt, als die Chicago Mercantile Exchange von ihrem Standort am West Jackson Boulevard 444 in den Wacker Drive umzog.
2003 führte die Pacific Exchange PCX Plus ein, eine elektronische Optionshandelsplattform.
Am 27. September 2005 wurde die Pacific Exchange vom Eigentümer der ArcaEx, Archipelago Holdings, übernommen, der wiederum 2006 von der New York Stock Exchange übernommen wurde. Die New York Stock Exchange Group, Inc., heute NYSE Euronext, betreibt keine Geschäftstätigkeiten mehr unter dem Namen Pacific Exchange und beendete damit im Wesentlichen ihre eigenständige Identität.